# Vitot
Vitot é uma comuna francesa na região administrativa da Normandia, no departamento de Eure. Estende-se por uma área de 4,69 km². Em 2010 a comuna tinha 573 habitantes (densidade: 122,2 hab./km²).